# Mantura lutea
Mantura lutea es una especie de insecto coleóptero de la familia Chrysomelidae. Fue descrita científicamente en 1859 por Allard.